# Chelsea Blue
Chelsea Blue (Ithaca, Nueva York, 16 de junio de 1976) es una actriz pornográfica estadounidense. Apareció en más de 150 películas para adultos entre los años 1995 y 2004.

## Premios
- AVN Award de 2003: nominación – Best Tease Performance – The Fashionistas[2]
- AVN Award de 2004: nominación – Best Non-Sex Performance, Film or Video – Hustlaz: Diary of a Pimp[3]